# ラス・エストレージャス
ラス・エストレージャス(スペイン語:Las Estrellas, スター)は、メキシコのテレビチャンネルである。正式名称はカナル・デ・ラス・エストレージャス(スペイン語:Canal de Las Estrellas)。

## ロゴ

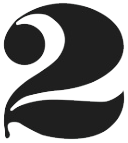
de 1968 a 1982
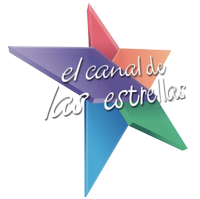
1993  a 1994
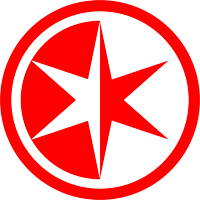
de 1997 a 2008
de 2008 a 2016.
desde 2016.